# 256698 Zhuzhixin
256698 Zhuzhixin este o planetă minoră (asteroid) din centura de asteroizi. A fost descoperită pe 7 ianuarie 2008 la Lulin Observatory⁠(d) de  și a fost numită după Zhu Zhixin⁠(d). 
Obiectul prezintă o orbită caracterizată de o semiaxă mare de 2,4403320513072 UAi, o excentricitate de 0,13975229606397, o înclinație de 3,2573937547946 ° în raport cu ecliptica.